# Ребекка Джойс
Ребекка Джойс (англ. Rebecca Joyce, 12 вересня 1970) — австралійська академічна веслувальниця.
Бронзова призерка Олімпійських Ігор 1996 року в складі парної двійки легкої ваги.
Чемпіонка світу 1995 року в одиночці легкої ваги, срібна призерка 1990 року в складі розпашної четвірки без стернової легкої ваги.